# Bárcena de Campos
Bárcena de Campos és un municipi de la província de Palència a la comunitat autònoma de Castella i Lleó (Espanya). Limita al Nord amb Villanuño de Valdavia, a l'est amb Santa Cruz del Monte, al Sud amb Villavega, i a l'Oest amb Itero Seco.

## Demografia
| 1991 | 1996 | 2001 | 2004 |
| ---- | ---- | ---- | ---- |
| 68   | 72   | 62   | 59   |